# Taller in More Ways
Taller in More Ways es el cuarto álbum de estudio del grupo femenino británico Sugababes, publicado el 10 de octubre de 2005 por Island Records. El título del álbum fue inspirado por la letra del segundo sencillo del álbum «Ugly».

## Lista de canciones
| Taller in More Ways – edición estándar |                                              | |          |  |
| N.º                                    | Título                                       | Escritor(es)                                                                                               | Duración |  |
| 1.                                     | «Push the Button»                            | Keisha Buchanan Heidi Range Mutya Buena Dallas Austin                                                      | 3:38     |  |
| 2.                                     | «Gotta Be You»                               | Christopher Stewart Penelope Magnet Terius Nash                                                            | 3:40     |  |
| 3.                                     | «Follow Me Home»                             | Buchanan Range Buena Jony Lipsey Karen Poole Jeremy Shaw                                                   | 3:57     |  |
| 4.                                     | «Joy Division»                               | Buchanan Range Buena Lipsey Cameron McVey                                                                  | 3:48     |  |
| 5.                                     | «Red Dress»                                  | Buchanan Range Buena Brian Higgins Miranda Cooper Tim Powell Nick Coler Shawn Lee Lisa Cowling Bob Bradley | 3:36     |  |
| 6.                                     | «Ugly»                                       | Austin | 3:51     |  |
| 7.                                     | «It Ain't Easy»                              | Austin | 3:04     |  |
| 8.                                     | «Bruised»                                    | Buchanan Range Buena Guy Sigsworth Cathy Dennis                                                            | 3:03     |  |
| 9.                                     | «Obsession»                                  | Holly Knight Michael Des Barres                                                                            | 3:50     |  |
| 10.                                    | «Ace Reject»                                 | Buchanan Range Buena Cooper Higgins Powell                                                                 | 4:13     |  |
| 11.                                    | «Better» (canción exclusiva del Reino Unido) | Buchanan Range Buena Peter Biker Karsten Dahlgaard Colin Thrope                                            | 3:44     |  |
| 12.                                    | «2 Hearts»                                   | Buchanan Range Buena Lipsey McVey                                                                          | 4:52     |  |
| 45:33                                  |                                              | |          |  |